# عشق نفسانیت صمیمیت: مجموعه بازآمیخته
عشق نفسانیت صمیمیت: مجموعهٔ بازآمیخته (به انگلیسی: Love Sensuality Devotion: The Remix Collection) آلبومی تلفیقی محصول سال ۲۰۰۱ و شامل ریمیکس‌های آهنگ‌های ساخته‌شدهٔ پروژهٔ موسیقی انیگما است. تمامی ریمیکس‌های این آلبوم، گرفته‌شده از تک‌آهنگ‌های از پیش‌منتشرشده هستند.
ویرجین رکوردز مجدداً در دسامبر ۲۰۰۶، این آلبوم را در ایالات متحده منتشر کرد.

## فهرست آهنگ‌های مربوطه
1. "Turn Around Northern Lights Club Mix (135 BPM)" (مایکل کرتو, ینس گد) – 10:27
2. "سال‌های تنهایی Enigmatic Club Mix (128 BPM)" (Curly M.C.) – 6:14
3. "حد و مرزها را پس بزن ATB Remix (133 BPM)" (Cretu, Gad) – 7:51
4. "جاذبه عشق Judgement Day Club Mix (140 BPM)" (Cretu) – 5:59
5. "Return to Innocence 380 Midnight Mix (088 BPM)" (Curly) – 5:42
6. "Sadeness (بخش اول) Violent U.S. Remix (095 BPM)" (Curly, فرانک پترسن, David Fairstein) – 4:43
7. "اصول شهوانیت Everlasting Lust Mix (095 BPM)" (Curly) – 4:56
8. "Mea Culpa Fading Shades Mix (100 BPM)" (Curly, Fairstein) – 6:04
9. "تی.ان.تی. برای مغز Midnight Man Mix (112 BPM)" (Curly) – 5:56